# 大宮通

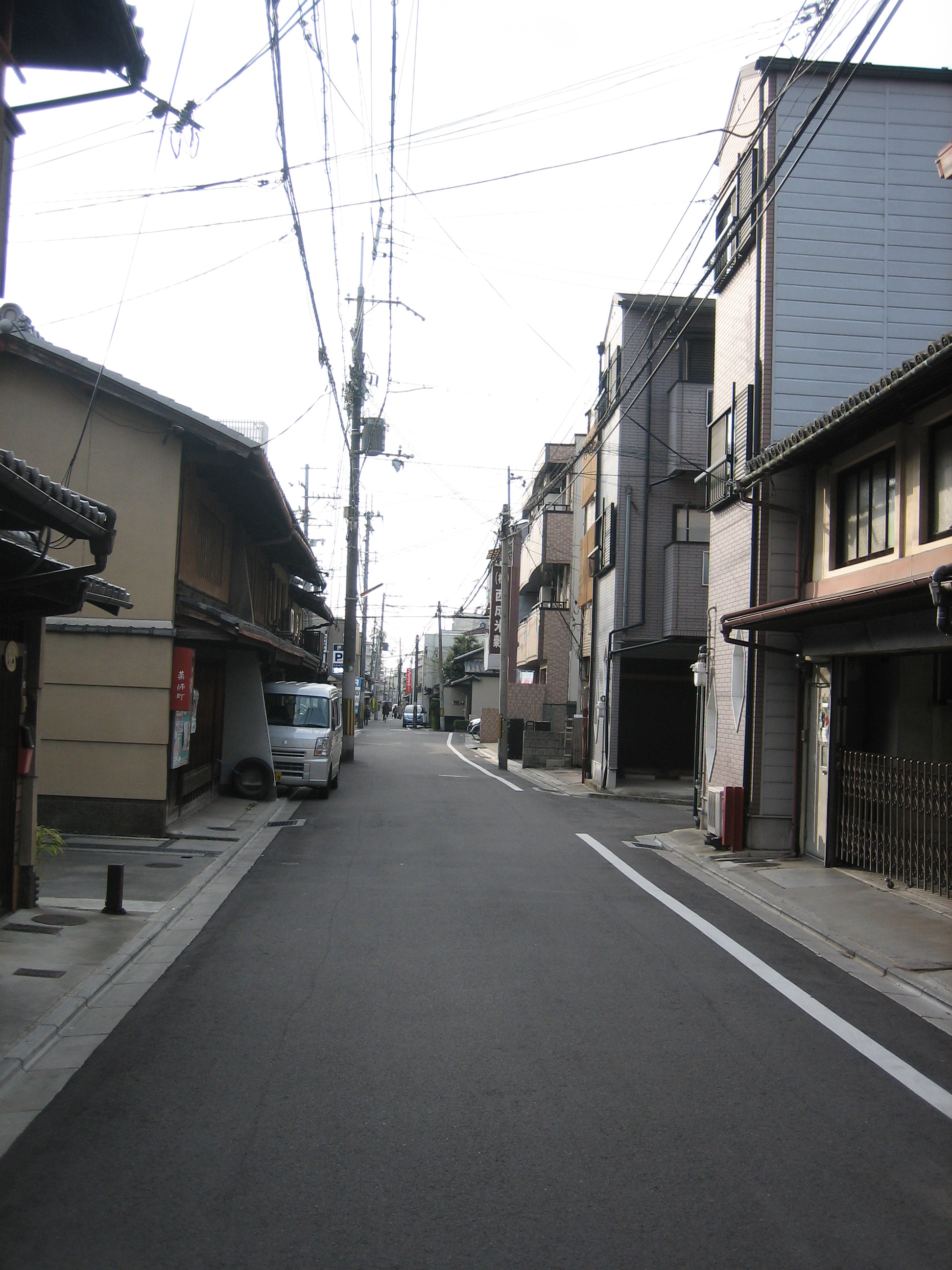
大宮通今出川付近。

大宮通（おおみやどおり）是京都市主要的南北向道路之一，相當於平安京的大宮大路（東大宮大路）。

## 概要
北起鹿之下公園（北區西賀茂榿之木町）南側，南至久世橋通。中段在竹屋町通～押小路通之間被二條城切斷。

## 沿線主要設施

### 竹屋町通以北

大德寺

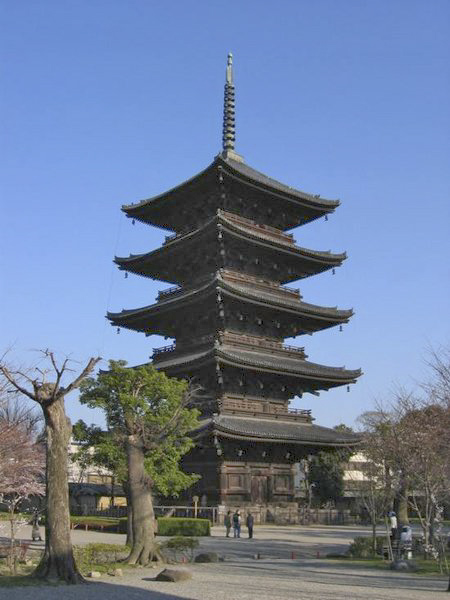
東寺

- 御薗橋801商店街
- 新大宮商店街
- 大德寺
- 京都地域醫療學際研究所附屬病院
- 雲林院
- 興聖寺
- 妙蓮寺
- 京都市立西陣中央小學校
- 西陣
- 京都西陣公共職業安定所

### 押小路通以南
- 二條城
- 京都市営地下鐵東西線 - 二條城前車站
- 神泉苑
- 二條陣屋跡（小川家住宅）
- 三條商店街
- 阪急京都本線 - 大宮車站
- 京福電鐵 - 四條大宮車站
- 壬生寺
- 京都市立郁文中學校
- 京都市立淳風小學校
- 西本願寺
- 龍谷大學附屬平安中學校及高等學校
- 梅小路公園
- 龍谷大學（大宮學舎）
- 東寺（教王護國寺）
- 大宮大橋（鴨川）
- 友禪美術館

## 交差道路等

### 竹屋町通以北
- 御薗橋通
- 玄以通
- 北山通
- 今宮通
- 北大路通（京都市道181號京都環狀線）
- 建勳通
- 鞍馬口通
- 寺之內通
- 喜多川通
- 今出川通（京都府道101號銀閣寺宇多野線）
- 中立賣通
- 下長者町通
- 下立賣通
- 丸太町通（京都市道187號鹿谷嵐山線）
- 竹屋町通

### 押小路通以南
- 押小路通（京都府道37號二條停車場東山三條線）
- 御池通
- 三條通

| 交差道路等 西←<大宮通>→東                             | 交差道路等 西←<大宮通>→東        | 交差場所 | 交差場所     | 路線番號  |                  |
| ----------------------------------------------------- | -------------------------------- | -------- | ------------ | --------- | ---------------- |
| <後院通] 千本三條方面                                 | 市道186號嵐山祇園線 <四條通>     | 中京區   | 四條大宮     | -         | 北↑ ∧大宮通∨ ↓南 |
| 市道186號嵐山祇園線 <四條通>                          | 市道186號嵐山祇園線 <四條通>     | 中京區   | 四條大宮     | -         | 北↑ ∧大宮通∨ ↓南 |
| <高辻通>                                              | <高辻通>                         | 下京區   | 大宮高辻     | -         | 北↑ ∧大宮通∨ ↓南 |
| <松原通>                                              | <松原通>                         | 下京區   | 大宮松原     | -         | 北↑ ∧大宮通∨ ↓南 |
| 國道9號 <五條通>                                      | 國道9號 <五條通>                 | 下京區   | 五條大宮     | -         | 北↑ ∧大宮通∨ ↓南 |
| <花屋町通>                                            | <花屋町通>                       | 下京區   | 大宮花屋町   | -         | 北↑ ∧大宮通∨ ↓南 |
| <正面通>                                              | <正面通>                         | 下京區   | 大宮正面     | -         | 北↑ ∧大宮通∨ ↓南 |
| 府道113號梅津東山七條線 <七條通>                      | 府道113號梅津東山七條線 <七條通> | 下京區   | 大宮七條     | -         | 北↑ ∧大宮通∨ ↓南 |
| 府道113號梅津東山七條線 <七條通>                      | 府道113號梅津東山七條線 <七條通> | 下京區   | 大宮七條     | 府道114號 | 北↑ ∧大宮通∨ ↓南 |
| <木津屋橋通>                                          | <木津屋橋通>                     | 下京區   | 大宮木津屋橋 |           | 北↑ ∧大宮通∨ ↓南 |
| -                                                     | [塩小路通>                       | 下京區   |              |           | 北↑ ∧大宮通∨ ↓南 |
| <八條通>                                              | <八條通>                         | 南區     | 大宮八條     |           | 北↑ ∧大宮通∨ ↓南 |
| <東寺通>                                              | <東寺通>                         | 南區     | 大宮東寺道   |           | 北↑ ∧大宮通∨ ↓南 |
| 國道1號 <九條通>                                      | 國道1號 <九條通>                 | 南區     | 九條大宮     |           | 北↑ ∧大宮通∨ ↓南 |
| 國道1號 <九條通>                                      | 國道1號 <九條通>                 | 南區     | 九條大宮     | -         | 北↑ ∧大宮通∨ ↓南 |
| <札辻通>                                              |                                  | 南區     |              |           | 北↑ ∧大宮通∨ ↓南 |
| 市道181號京都環狀線 <十條通>                          | 市道181號京都環狀線 <十條通>     | 南區     | 十條大宮     |           | 北↑ ∧大宮通∨ ↓南 |
| <祥鳥橋通>                                            |                                  | 南區     |              |           | 北↑ ∧大宮通∨ ↓南 |
| <久世橋通>                                            | <久世橋通>                       | 南區     | 久世橋通大宮 |           | 北↑ ∧大宮通∨ ↓南 |
| 府道201號中山稻荷線                                   |                                  | 南區     |              |           | 北↑ ∧大宮通∨ ↓南 |
| 市道向日町上鳥羽線                                    | -                                | 南區     |              |           | 北↑ ∧大宮通∨ ↓南 |
| 鴨川                                                  | 鴨川                             | 南區     | 大宮大橋     |           | 北↑ ∧大宮通∨ ↓南 |
| 鴨川                                                  | 鴨川                             | 伏見區   | 大宮大橋     |           | 北↑ ∧大宮通∨ ↓南 |
| <油小路通>                                            |                                  |          |              |           | 北↑ ∧大宮通∨ ↓南 |
| 府道68號南IC竹田線<竹田出橋通> 竹田車站・國道24號方面 |                                  |          |              |           |                  |

## 脚注
1. ↑  千宗室・森谷尅久監修　『京都の大路小路』、小学館、1994年。

## 關連項目
- 大內裏